# Празеодиммагний
Празеодиммагний — бинарное неорганическое соединение,
празеодима и магния
с формулой MgPr,
кристаллы.

## Получение
- Сплавление стехиометрических количеств чистых веществ:

{\displaystyle {\mathsf {Pr+Mg\ {\xrightarrow {767^{o}C}}\ MgPr}}}

## Физические свойства
Празеодиммагний образует кристаллы
кубической сингонии,
пространственная группа P m3m,
параметры ячейки a = 0,3898 нм, Z = 1,
структура типа хлорида цезия CsCl
.
Соединение образуется по перитектической реакции при температуре ≈767°C.